# Didymocarpus
Didymocarpus, biljni rod iz porodice gesnerijevki. Na pospisu je 113 vrsta od sjeverne i sjeveroistočne Indije, Nepala i južne Kine prema jugu do Malajskog poluotoka i sjeverne Sumatre.

## Etimologija
Ime roda dolazi od grčkog διδυμος, didymos = blizanac; i καρπος, karpos = plod, u odnosu na dva zaliska čahurastog ploda, od kojih je svaki (naizgled) bilokularan zbog zakrivljene posteljice. 

## Opis
Ove vrste su općenito višegodišnje kopnene biljke ili biljke koje rastu na vlažnim stijenama ili zemljanim obalama, obično u šumama, ali ponekad iznad šumske granice u tropskim/alpskim uvjetima, do čak 3500 m. nad morem. Broj kromosoma: 2n = 22, 24, 28, 32, 36, 44, 54, 56. 

## Napomene
Weber i Burtt (1998d) redefinirali su rod i ograničili ga u suštini na  kinesko-himalajski savez koji se proteže prema jugu i doseže vječno vlažne tropske krajeve s nekoliko vrsta. Prema Wang et al. (1998) 31 spp. pojavljuju se u Kini, ali neki se moraju ukloniti iz roda (Weber et al. 2000). Na Malajskom poluotoku i sjevernoj Sumatri postoji preklapanje s spp. Henckelia, koje su prije bile uključene u Didymocarpus. Od Henckelije, Didymocarpus se razlikuje po plodu (ortokarpno-dvostruka čahura u odnosu na plagiokarpno-folikularnu čahuru), habitusu (sezonski obrazac rasta s monokarpnim izdancima koji se razvijaju iz podzemnog rizoma ili podanka), cvjetnim značajkama (npr. hrskavična tekstura čašičnih listića, vjenčić uglavnom cjevast ili trubast i bordo boje) i brojevi kromosoma (varijabilni, ali ne n = 9 kao u Henckelia, Kiehn et al. 1998). Dio vrsta koje su Wang et al. (1990., 1998.) u Didymocarpus, s habitusom bez stabljike i okruglastim ili bubrežastim listovima (D. heucherifolius alliance, Wood 1974. u Chirita) moraju se ukloniti (Weber et al. 2000).

## Vrste
1. Didymocarpus acuminatus R.Br.
2. Didymocarpus adenocalyx W.T.Wang
3. Didymocarpus adenocarpus C.E.C.Fisch.
4. Didymocarpus albicalyx C.B.Clarke
5. Didymocarpus albiflorus Souvann. & Phonep.
6. Didymocarpus andersonii C. B. Clarke
7. Didymocarpus angustiflorus Souvann. & Lanors.
8. Didymocarpus anningensis Y.M.Shui, Lei Cai & J.Cai
9. Didymocarpus antirrhinoides A. Weber
10. Didymocarpus aromaticus Wall. ex D. Don
11. Didymocarpus aurantiacus C. B. Clarke
12. Didymocarpus aureoglandulosa C. B. Clarke
13. Didymocarpus bancanus Scheff.
14. Didymocarpus barbinervius C. B. Clarke
15. Didymocarpus bhutanicus W. T. Wang
16. Didymocarpus bicolor Craib
17. Didymocarpus biserratus Barnett
18. Didymocarpus bolavenensis Souvann., Soulad. & Phonep.
19. Didymocarpus bracteatus Mac Gregor & W. W. Sm.
20. Didymocarpus brevicalyx Nangngam & D.J.Middleton
21. Didymocarpus brevipedunculatus Y.H.Tan & Bin Yang
22. Didymocarpus burkei W.W.Sm.
23. Didymocarpus cinereus D. Don
24. Didymocarpus citrinus Ridl.
25. Didymocarpus corchorifolius Wall.
26. Didymocarpus cordatus Wall.
27. Didymocarpus cordifolius P.W. Li & Li H.Yang
28. Didymocarpus cortusifolius (Hance) H. Lév.
29. Didymocarpus curvicapsa Hilliard
30. Didymocarpus dalatensis D.J.Middleton
31. Didymocarpus denticulatus W.T.Wang
32. Didymocarpus dissectus F.Wen, Y.L.Qiu, Jie Huang & Y.G.Wei
33. Didymocarpus dongrakensis B. L. Burtt
34. Didymocarpus elatior Prain
35. Didymocarpus epithemoides B. L. Burtt
36. Didymocarpus fangii Chun ex W. T. Wang
37. Didymocarpus formosus Nangngam & D.J.Middleton
38. Didymocarpus gageanus W. W. Sm.
39. Didymocarpus geesinkianus B.L.Burtt
40. Didymocarpus glandulosus (W.W.Sm.) W.T.Wang
41. Didymocarpus graciliflorus Mac Gregor & W.W.Sm.
42. Didymocarpus grandidentatus (W.T.Wang) W.T.Wang
43. Didymocarpus heucherifolius Hand.-Mazz.
44. Didymocarpus hookeri C. B. Clarke
45. Didymocarpus inflatus J. F. Maxwell & Nangngam
46. Didymocarpus insulsus Craib
47. Didymocarpus jaesonensis Nangngam & J. F. Maxwell
48. Didymocarpus kasinii Nangngam & D. J. Middleton
49. Didymocarpus kerrii Craib
50. Didymocarpus labiatus Ridl.
51. Didymocarpus laoticus Souvann. & Lanors.
52. Didymocarpus leiboensis Soong & W. T. Wang
53. Didymocarpus lineicapsa (C. E. C. Fisch.) B. L. Burtt
54. Didymocarpus lobulatus F. Wen, Xin Hong & W. Y. Xie
55. Didymocarpus longicalyx G. W. Hu & Q. F. Wang
56. Didymocarpus macrophyllus Wall. ex D. Don
57. Didymocarpus margaritae W. W. Sm.
58. Didymocarpus medogensis W. T. Wang
59. Didymocarpus megaphyllus Barnett
60. Didymocarpus mengtze W. W. Sm.
61. Didymocarpus middletonii Souvann., Soulad. & Tagane
62. Didymocarpus moellerii A. Joe, Hareesh & M. Sabu
63. Didymocarpus mollis Wall. ex C. B. Clarke
64. Didymocarpus mortonii C. B. Clarke
65. Didymocarpus nanophyton C. Y. Wu ex H. W. Li
66. Didymocarpus nepalensis Bh. Adhikari & Mich. Möller
67. Didymocarpus newmannii B. L. Burtt
68. Didymocarpus oblongus Wall. ex D. Don
69. Didymocarpus ovatus Barnett
70. Didymocarpus parryorum C. E. C. Fisch.
71. Didymocarpus pauciflorus Nangngam & D. J. Middleton
72. Didymocarpus paucinervius C. B. Clarke
73. Didymocarpus payapensis Nangngam & J. F. Maxwell
74. Didymocarpus pedicellatus R. Br.
75. Didymocarpus perakensis Kraenzl.
76. Didymocarpus phuquocensis N. S. Lý, T. L. Tran & N. G. Cao
77. Didymocarpus platycalyx C. B. Clarke
78. Didymocarpus podocarpus C. B. Clarke
79. Didymocarpus poilanei Pellegr.
80. Didymocarpus praeteritus B. L. Burtt & R. A. Davidson
81. Didymocarpus primulifolius D. Don
82. Didymocarpus pseudomengtze W. T. Wang
83. Didymocarpus pteronema B. L. Burtt
84. Didymocarpus puhoatensis Xin Hong & F. Wen
85. Didymocarpus punduanus Wall. ex R. Br.
86. Didymocarpus purpureobracteatus W. W. Sm.
87. Didymocarpus purpureopictus Craib
88. Didymocarpus purpureus Ridl.
89. Didymocarpus reniformis W. T. Wang
90. Didymocarpus robustus Ridl.
91. Didymocarpus rufipes C. B. Clarke
92. Didymocarpus salviiflorus Chun
93. Didymocarpus silvarum W. W. Sm.
94. Didymocarpus sinoindicus N.S.Prasanna, Lei Cai & V.Gowda
95. Didymocarpus sinoprimulinus W. T. Wang
96. Didymocarpus stenanthos C. B. Clarke
97. Didymocarpus stenocarpus W. T. Wang
98. Didymocarpus sulphureus Ridl.
99. Didymocarpus tamdaoensis D. J. Middleton
100. Didymocarpus tonghaiensis J. M. Li & F. S. Wang
101. Didymocarpus tribounii Nangngam & D. J. Middleton
102. Didymocarpus trilobus Souvann. & Phonep.
103. Didymocarpus triplotrichus Hilliard
104. Didymocarpus tristis Craib
105. Didymocarpus vickifunkiae V. Gowda & N. S. Prasanna
106. Didymocarpus villosus D. Don
107. Didymocarpus violaceus Ridl.
108. Didymocarpus wattianus Craib
109. Didymocarpus wengeri C. E. C. Fisch.
110. Didymocarpus yuenlingensis W. T. Wang
111. Didymocarpus yunnanensis (Franch.) W. W. Sm.
112. Didymocarpus zhenkangensis W. T. Wang
113. Didymocarpus zhufengensis W. T. Wang

## Sinonimi
- Roettlera Vahl; Enum. 1: 88 (1805)